# Anihilacja (film)
Anihilacja (ang. Annihilation) – amerykańsko-brytyjski horror sci-fi, z 2018 roku w reżyserii Alexa Garlanda, który napisał też scenariusz na podstawie powieści Jeffa VanderMeera. W rolach głównych wystąpili: Natalie Portman, Jennifer Jason Leigh, Gina Rodriguez, Tessa Thompson, Tuva Novotny i Oscar Isaac. Zdjęcia kręcono w królewskim parku Windsor Great Park oraz w Holkham w hrabstwie Norfolk.

## Fabuła
Lena wyrusza z grupą kobiet na wyprawę do Strefy X, gdzie przyroda jest przekształcana przez tajemniczą, obcą siłę. Kolejne kobiety giną lub odłączają się od grupy, lecz jej udaje się dotrzeć do latarni, kryjącej źródło przemian. Odkrywa tam zaskakującą prawdę o jej mężu, który był członkiem poprzedniej ekipy badającej Strefę.

## Obsada

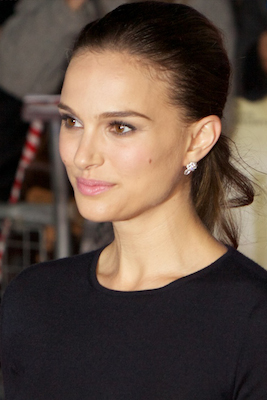
Natalie Portman (2013)

| Aktor                | Rola                    |
| -------------------- | ----------------------- |
| Natalie Portman      | Lena, biolog            |
| Jennifer Jason Leigh | Ventress, psycholog     |
| Gina Rodriguez       | Anya Thorensen          |
| Tessa Thompson       | Josie Radek             |
| Tuva Novotny         | Cass Sheppard, geodetka |
| Oscar Isaac          | Kane, mąż Leny          |
| Benedict Wong        | Lomax                   |
| Sonoya Mizuno        | Katie / humanoid        |
| David Gyasi          | Daniel                  |

## Odbiór

### Box office
Budżet filmu wyniósł 40 milionów dolarów. W Stanach Zjednoczonych i Kanadzie film zarobił blisko 33 miliony dolarów, a w Chinach ponad 10 mln USD. W innych krajach film jest dystrybuowany przez platformę internetową Netflix.

### Krytyka w mediach
Film spotkał się z pozytywną reakcją krytyków. W serwisie Rotten Tomatoes 88% z 323 recenzji filmu uznano za pozytywne, a średnia ocen wystawionych na ich podstawie wyniosła 7,70 na 10. Na portalu Metacritic średnia ważona ocen z 51 recenzji wyniosła 79 punktów na 100.
W recenzji dla czasopisma Rolling Stone Peter Travers chwalił reżyserię Garlanda, popisy aktorskie członków obsady i zagadkowy scenariusz, przyznając filmowi ocenę w postaci . Albert Nowicki (His Name Is Death) pisał: „Ex Machina zgrabniej prowadziła widza ku ostatnim minutom, nie była dziełem tak sennym, jak nowy projekt reżysera i z tego powodu prowokowała do refleksji. Anihilacja jest utworem równie eleganckim − o bajecznie zaaranżowanej przestrzeni kadru − ale mniej kontemplacyjnym, zwyczajnie nudniejszym, pomimo arsenału nieoczywistych korpuskuł w scenariuszu.”